# Krossekärr
Krossekärr is een plaats in de gemeente Tanum in het landschap Bohuslän en de provincie Västra Götalands län in Zweden. De plaats heeft 66 inwoners (2005) en een oppervlakte van 11 hectare.